# 1. század

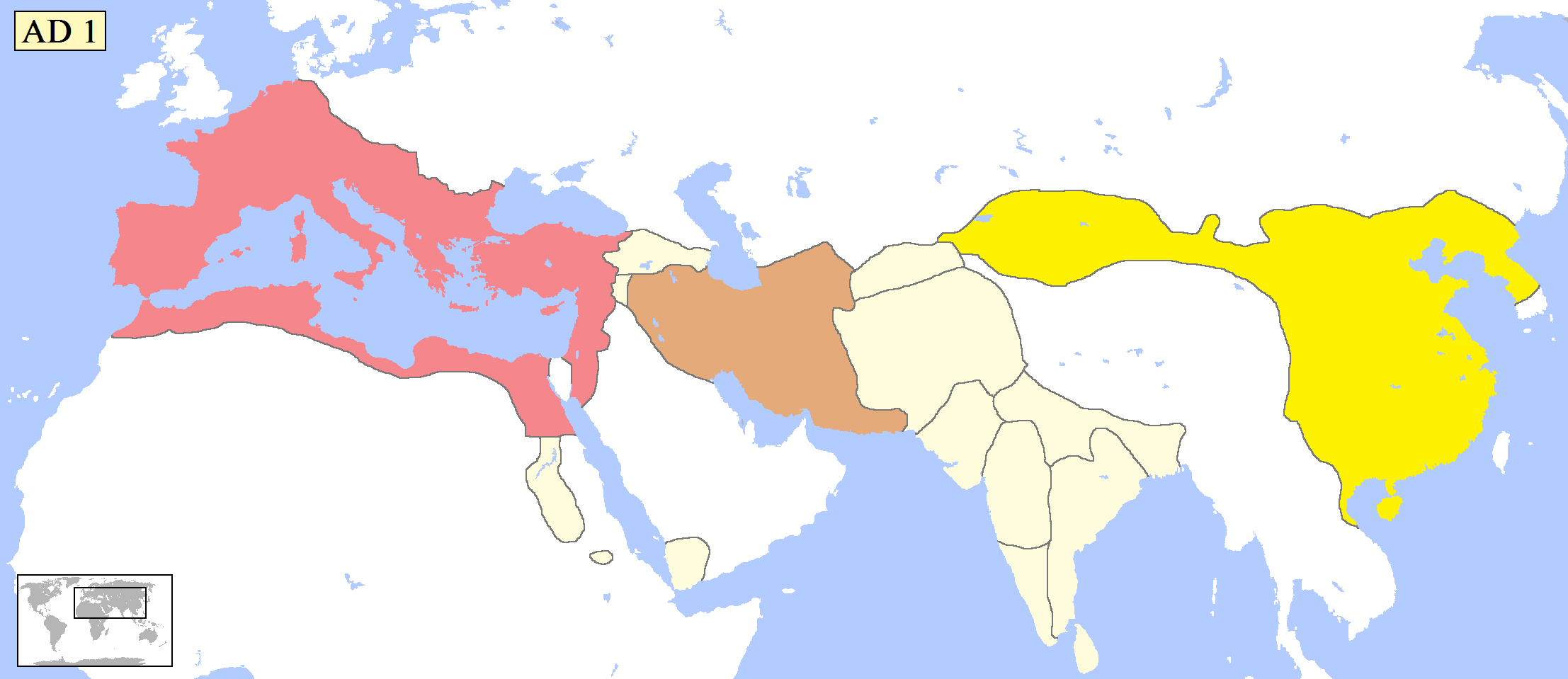
Az eurázsiai világ az 1. század elején: Római Birodalom (piros), Pártus Birodalom (barna), Han-dinasztia, Kína (Sárga)

Az 1. század az időszámításunk szerinti 1-től 100-ig tartó éveket foglalja magába.

## Események

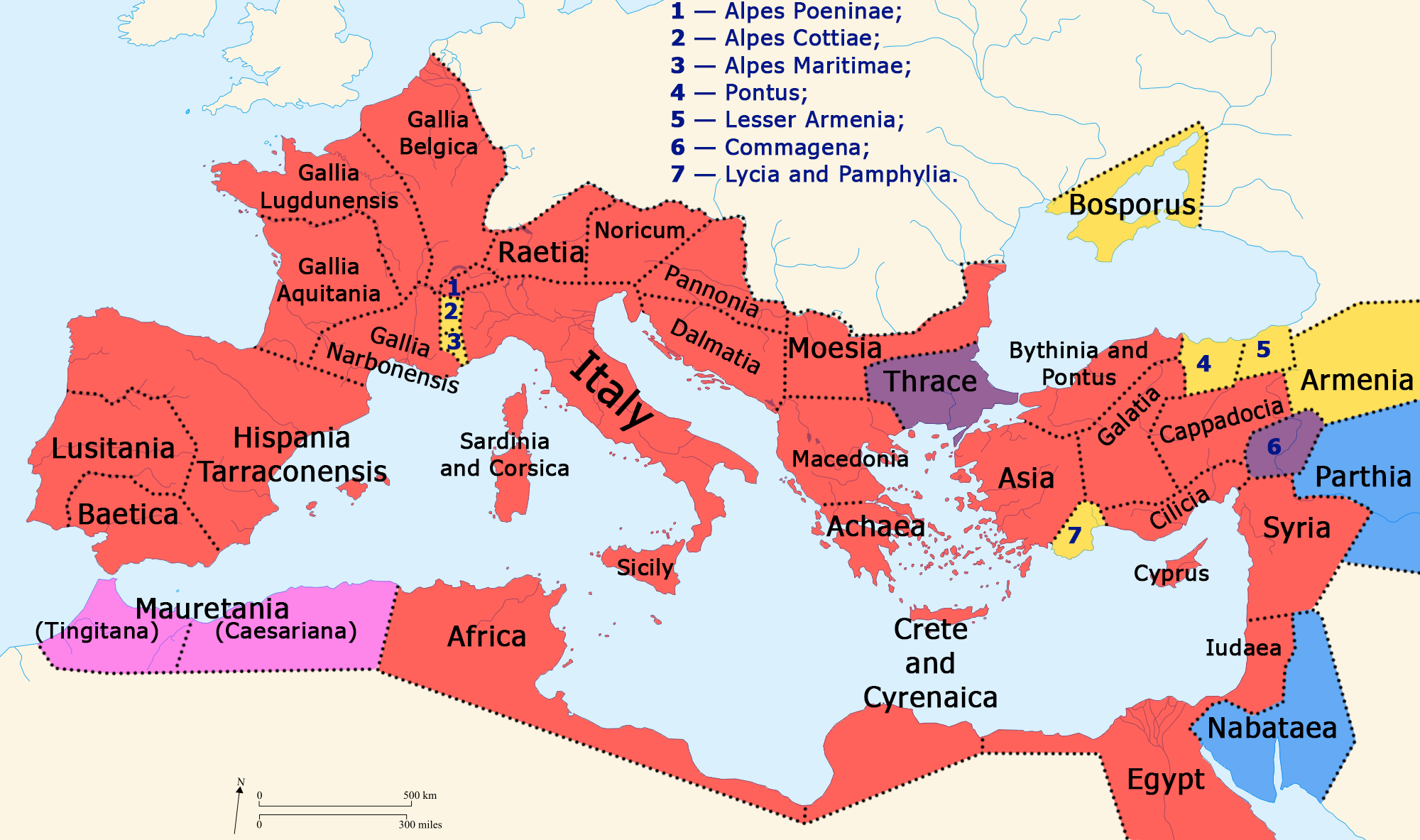
A Római Birodalom Caligula idejében (37-41)
- Itália és a római provinciák
- (még) független államok
- bábállamok
- Mauretania (elfoglalva Caligula idején)
- korábbi provinciák

### Római Birodalom
- A Római Birodalom terjeszkedése. Róma városának népessége az 1 millió főt közelíti.[1][2]
- Pannonia római provincia alapítása a Kárpát-medence nyugati részén
- 6–9: Hatalmas, de eredménytelen felkelés Pannóniában és Dalmáciában a római uralom ellen (illír felkelés). 
  - 9: Teutoburgi csata, Varus vereséget szenved Arminiustól
- 21: Felkelés Galliában
- 43: Britannia meghódításának kezdete (Claudius császár uralma alatt)
- 66: Néro alatt a nagy római tűzvész, az első nagy keresztényüldözés
- 66–70: Zsidó felkelés Palesztinában
  - 70: Titus elpusztítja Jeruzsálemet, megszűnik a zsidó állam.
- 69–70: A batávok felkelése Germania Inferior provinciában
- 77–83: Agricola hadjáratai Észak-Britanniában
- 79: Pompejit és Herculaneumot elpusztítja a Vezúv kitörése.
- 83 körül: a germán limes építésének kezdete
- 84: Britannia meghódításának vége
- 88: a római-dák háború vége; legyőzik a dákokat Tapae mellett
- 89 körül: Felső- és Alsó-Germania provinciák létrehozása

### Európa más részei
- A mai Szlovákia területét germán törzsek, az Alföldet a szarmaták veszik birtokba.
- A gótok letelepednek a mai Lengyelország északi részén

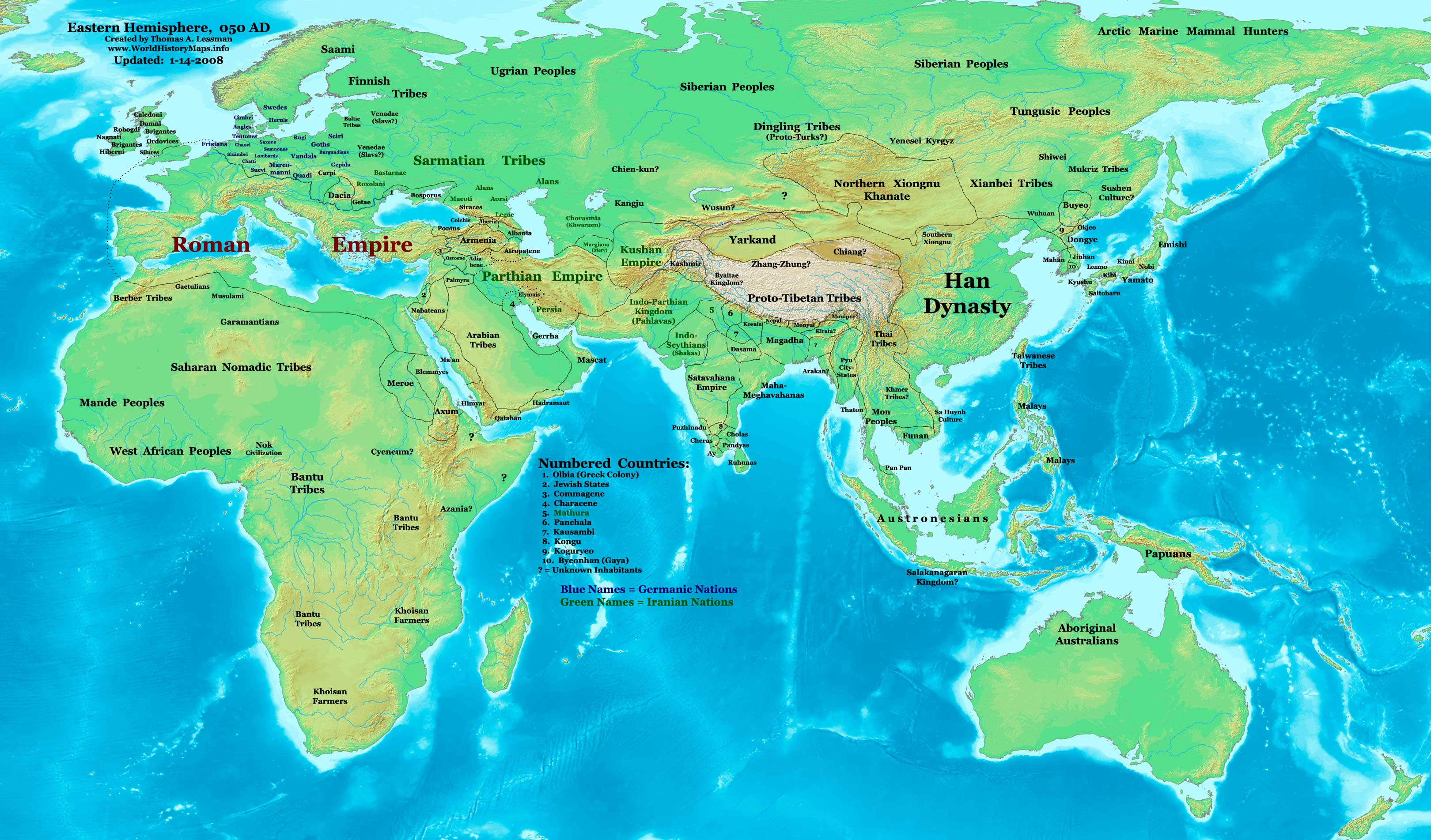
A világ keleti fele 50 körül (angol nyelvű)

### Ázsia
- Perzsia: Pártus Birodalom
- Indus-völgye, Észak-India: a század közepén létrejön a Kusán Birodalom
- Kínában: Han-dinasztia
  - 18–21: A ’’vörös szemöldökűek’’ parasztfelkelése Kínában
- A buddhizmus elterjedése Kínában

## Találmányok, felfedezések
- A papír feltalálása Kínában.
- A kódex, a modern könyv első formája feltűnik a Római Birodalomban.

## Vallás
- Jézus fellépése Palesztinában; a kereszténység kialakulása és gyors terjedése (→ őskeresztények)
  - 40–50-es évek: Pál apostol térítőútjai a Római Birodalom keleti felében

## Kultúra, civilizáció
- A Római Birodalomban pazar márványépületek épülnek, a főváros Róma első alkalommal ad otthont több mint egymillió lakosnak
- A század végén a keresztény Biblia utolsó könyve, a Jelenések könyve is megíródik
- A Nok kultúra Fekete-Afrikában (i. e. 1000 - i. sz. 300)
- Meroé Királyság Núbiában
- A Han-dinasztia Kínában
- Közép-Amerikában a maja civilizáció "késői preklasszikus kora" (i. e. 450 – i. sz. 300)
- Dél-Amerikában a Paracas-kultúra, Tiahuanaco-kultúra, és megkezdődik a Mocse-kultúra. Fejlett kézműipar, fémmegmunkálás (réz, arany, ezüst).

## Fontosabb személyek

### Uralkodó
- Augustus, az első római császár
- Boudica, az icenusok királynője
- Caligula, római császár
- Claudius, római császár
- Nero, római császár
- Tiberius, római császár
- Titus, római császár
- Vespasianus, római császár
- Domitianus, római császár
- Traianus, római császár

### Egyéb
- Jézus Krisztus, tanító, vallásalapító, a keresztények messiása
- Alexandriai Philón, filozófus
- Seneca, római történetíró, filozófus, államférfi
- Pál keresztény apostol, misszionárius
- Athénión (gemmavésnök) (1. század ?) görög gemmavésnök

## Évtizedek és évek
| i. e. 1-es évek |     | i. e. 9 | i. e. 8 | i. e. 7 | i. e. 6 | i. e. 5 | i. e. 4 | i. e. 3 | i. e. 2 | i. e. 1 |
| 1-es évek       |     | 1       | 2       | 3       | 4       | 5       | 6       | 7       | 8       | 9       |
| 10-es évek      | 10  | 11      | 12      | 13      | 14      | 15      | 16      | 17      | 18      | 19      |
| 20-as évek      | 20  | 21      | 22      | 23      | 24      | 25      | 26      | 27      | 28      | 29      |
| 30-as évek      | 30  | 31      | 32      | 33      | 34      | 35      | 36      | 37      | 38      | 39      |
| 40-es évek      | 40  | 41      | 42      | 43      | 44      | 45      | 46      | 47      | 48      | 49      |
| 50-es évek      | 50  | 51      | 52      | 53      | 54      | 55      | 56      | 57      | 58      | 59      |
| 60-as évek      | 60  | 61      | 62      | 63      | 64      | 65      | 66      | 67      | 68      | 69      |
| 70-es évek      | 70  | 71      | 72      | 73      | 74      | 75      | 76      | 77      | 78      | 79      |
| 80-as évek      | 80  | 81      | 82      | 83      | 84      | 85      | 86      | 87      | 88      | 89      |
| 90-es évek      | 90  | 91      | 92      | 93      | 94      | 95      | 96      | 97      | 98      | 99      |
| 100-as évek     | 100 | 101     | 102     | 103     | 104     | 105     | 106     | 107     | 108     | 109     |